# Ястшомб (гміна)
Гміна Ястшомб (пол. Gmina Jastrząb) — сільська гміна у центральній Польщі. Належить до Шидловецького повіту Мазовецького воєводства.
Станом на 31 грудня 2011 у гміні проживало 5239 осіб.

## Площа
Згідно з даними за 2007 рік площа гміни становила 54.79 км², у тому числі:
- орні землі: 78.00%
- ліси: 11.00%

Таким чином, площа гміни становить 11.68% площі повіту.

## Населення
Станом на 31 грудня 2011:
| Опис     | Загалом | Загалом | Чоловіки | Чоловіки | Жінки | Жінки |
| -------- | ------- | ------- | -------- | -------- | ----- | ----- |
| одиниця  | осіб    | %       | осіб     | %        | осіб  | %     |
| все      | 5239    | 100     | 2581     | 49.27    | 2658  | 50.73 |
| міське   | 0       | 100     | 0        |          | 0     |       |
| сільське | 5239    | 100     | 2581     | 49.27    | 2658  | 50.73 |

## Сусідні гміни
Гміна Ястшомб межує з такими гмінами: Вежбиця, Мірув, Оронсько, Шидловець.